# Yinan

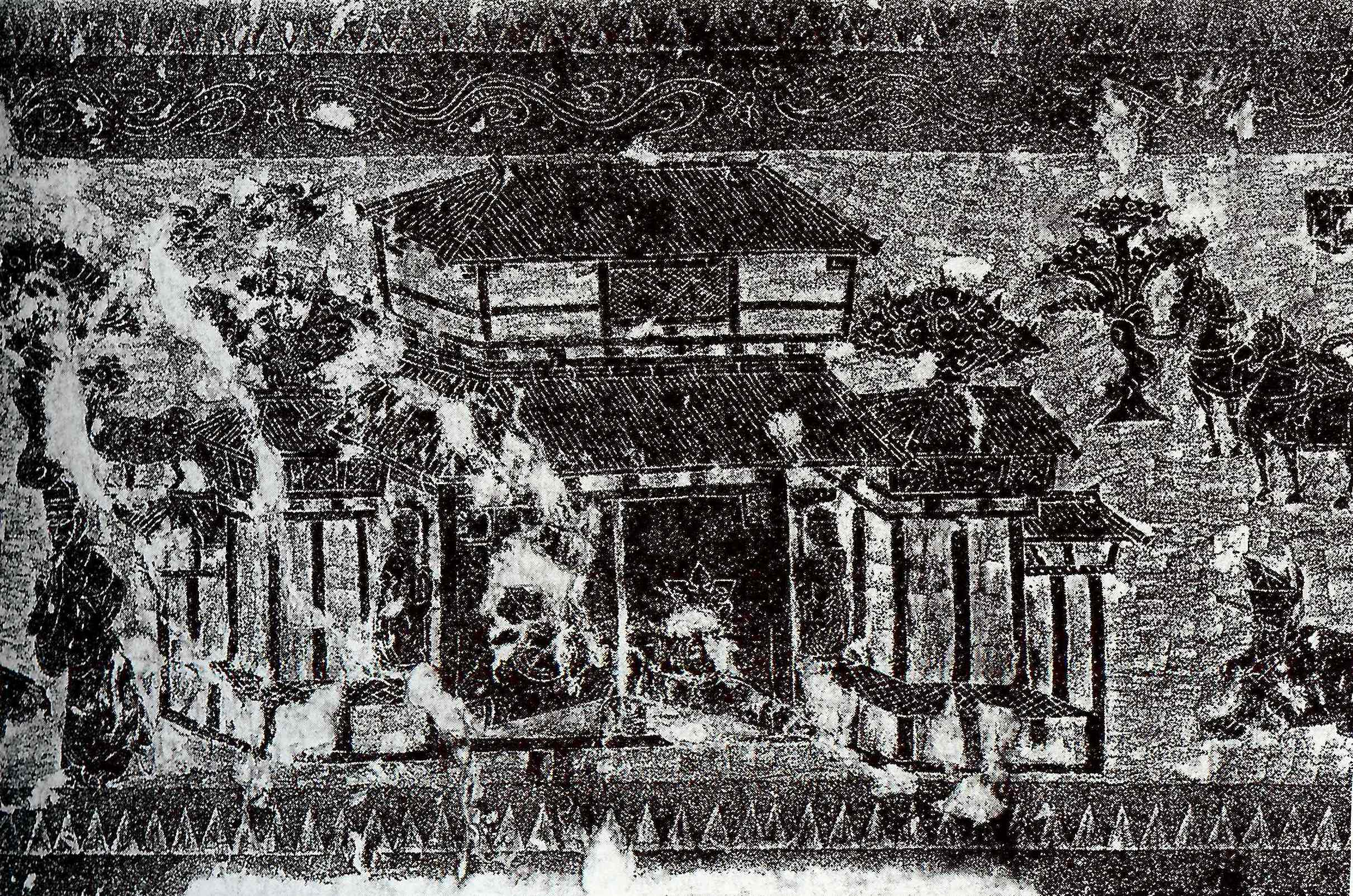
Dipinto su pietra della dinastia cinese Han (202 a.C. – 220 DC)

Yinan (沂南县; pinyin:  Yínán Xiàn) è una contea di Linyi nella provincia cinese di Shandong. Anticamente il suo nome era Yangdu (陽都) ed era situata in Langya (琅琊).
La popolazione era di 896 467 nel 1999.